# Estación de Rue du Bac
La estación de Rue du Bac es una estación de la línea 12 del metro de París situada en el distrito VII de la ciudad. 

## Historia
La estación fue abierta el  5 de noviembre de 1910 dentro del tramo inicial de la línea A de la compañía Nord-Sud, la actual línea 12. 
Debe su nombre a la calle du Bac, una tortuosa vía que baja hasta el río Sena y en la que existía un bac, o transbordador que permitía cruzar el río en ese punto facilitando la llegada de las piedras que venían de la cantera de Vaugirard en dirección a Tullerías en el momento de su construcción. 

## Descripción
Está compuesta de dos vías y de dos andenes laterales curvados de 75 metros. 
Está diseñada en bóveda elíptica revestida de azulejos blancos planos. La iluminación es de estilo Motte y se realiza con lámparas resguardadas en estructuras rectangulares de color naranja que sobrevuelan la totalidad de los andenes no muy lejos de las vías.
La señalización por su parte usa la moderna tipografía Parisine donde el nombre de la estación aparece en letras blancas sobre un panel metálico de color azul. Por último los asientos, que también son de estilo Motte, combinan una larga y estrecha hilera de cemento revestida de azulejos naranja que sirve de banco improvisado con algunos asientos individualizados del mismo color que se sitúan sobre dicha estructura.

## Accesos
La estación dispone de un único acceso situado en el bulevar Raspail.